# لاورتن، استرالیای غربی
لاورتن (به انگلیسی: Laverton) یک شهرک در استرالیا است که در استرالیای غربی واقع شده‌است.